# Acidoxantha balabacensis
Acidoxantha balabacensis är en tvåvingeart som beskrevs av Hardy 1970. Acidoxantha balabacensis ingår i släktet Acidoxantha och familjen borrflugor. Inga underarter finns listade i Catalogue of Life.